# Apicia lutzi
Apicia lutzi là một loài bướm đêm trong họ Geometridae.